# 臺北市立瑠公國民中學
臺北市立瑠公國民中學，簡稱瑠公國中，是位於中華民國臺北市信義區的一所國民中學。

## 歷史
1978年臺北市政府將臺北市瑠公農田水利會捐贈的瑠公圳中埤原址完全填平後建蓋學校，1979年正式成立，命名為臺北市立瑠公國民中學，1980年開始招生。

## 歷任校長
| 任別 | 姓名   | 任職時間 |
| ---- | ------ | -------- |
| 1    | 葉見登 | 1979年   |
| 2    | 張祥先 | 1988年   |
| 3    | 林堯文 | 1992年   |
| 4    | 蕭智烈 | 1996年   |
| 5    | 張玉蘭 | 2001年   |
| 6    | 莊乾淇 | 2005年   |
| 7    | 林明貴 | 2012年   |
| 8    | 漫安琦 | 2018年   |

## 外部連結
- 官方网站
- 瑠公幸福小報 （页面存档备份，存于）